# Dotta
Dotta is een Italiaans historisch merk van motorfietsen.
De bedrijfsnaam was: Motocicli A. Dotta, Torino.
Dotta begon in 1924 met de productie van lichte motorfietsen. Men maakte zelf frames en kocht 123cc-zijklep-inbouwmotoren bij Piazza & Figli, eveneens gevestigd in Turijn. Naast motorfietsen produceerde Dotta ook lichte transportvoertuigen, waarschijnlijk triporteurs. De productie eindigde echter al in 1926.